# Wioletta Uryga
Wioletta Uryga (* 18. Oktober 1968) ist eine polnische Langstreckenläuferin, die sich auf Straßenläufe spezialisiert hat.
Siege feierte sie unter anderem beim Košice-Marathon (1997, 1998), beim Kasseler Citylauf (1999), beim Küstenmarathon (2000, 2001) und beim Mumbai-Marathon (2004). Außerdem wurde sie zweimal polnische Meisterin im Marathonlauf (1993, 1995). Ihre persönliche Bestleistung von 2:34:44 h stellte sie als Vierzehnte des Nagoya-Marathons 2003 auf.
Wiolette Uryga ist 1,66 m groß, wiegt 50 kg und startet für NKS Namysłów.

## Persönliche Bestzeiten
- Halbmarathon: 1:13:49 h, 8. September 2002, Piła
- Marathon: 2:34:44 h, 9. März 2003, Nagoya